# ریتیمیینگا
ریتیمیینگا شهری در شهرستان تیکاره در استان بام در بورکینافاسوی شمالی است و جمعیت آن ۷۱۲ نفر است.